# España en la Eurocopa 2024
La selección de fútbol de España fue la ganadora de la Eurocopa 2024, torneo que se disputó en Alemania entre el 14 de junio y el 14 de julio de 2024. En la final derrotaron a Inglaterra por 2-1 con goles de Nico Williams y Mikel Oyarzabal. Significó el cuarto título continental convirtiéndose en la selección más laureada.
En el campeonato se consiguieron dos hitos: por primera vez se alcanzó un pleno de siete de siete victorias y el de más goles anotados en una edición del torneo con un total de 15. En el apartado individual, Rodri Hernández fue considerado el Mejor jugador del torneo, Dani Olmo con 3 goles fue el Máximo goleador, compartido con otros cuatro jugadores y Lamine Yamal fue considerado Mejor jugador joven. Además de los tres anteriores otros tres jugadores, Marc Cucurella, Fabián Ruiz y Nico Williams, formaron parte del Once ideal de la Eurocopa.
En el camino para alcanzar el campeonato tuvo que derrotar a varias de las selecciones europeas consideradas potencias que fueron: Croacia y al vigente campeón Italia en fase de grupos, eliminando a la anfitriona Alemania en cuartos de final, al subcampeón del mundo Francia en semifinales y venciendo en la final al subcampeón de la edición anterior Inglaterra.

## Clasificación
España obtuvo la clasificación para el torneo continental como primera del grupo A, en el que se midió a las selecciones de Noruega, Escocia, Georgia y Chipre.
| Equipo  | Pts | PJ | PG | PE | PP | GF | GC | Dif |
| ------- | --- | -- | -- | -- | -- | -- | -- | --- |
| España  | 21  | 8  | 7  | 0  | 1  | 25 | 5  | +20 |
| Escocia | 17  | 8  | 5  | 2  | 1  | 17 | 8  | +9  |
| Noruega | 11  | 8  | 3  | 2  | 3  | 14 | 12 | +2  |
| Georgia | 8   | 8  | 2  | 2  | 4  | 12 | 18 | -6  |
| Chipre  | 0   | 8  | 0  | 0  | 8  | 3  | 28 | -25 |

     — Clasificado para la Eurocopa 2024.

     — Play off para la Eurocopa 2024.

### Partidos
| Fecha                    | Ciudad     | Jornada |         |                    | Resultado |                    |         |
| ------------------------ | ---------- | ------- | ------- | ------------------ | --------- | ------------------ | ------- |
| 25 de marzo de 2023      | Málaga     | 1       | España  | Bandera de España  | 3:0 (1:0) | Bandera de Noruega | Noruega |
| 28 de marzo de 2023      | Glasgow    | 2       | Escocia | Bandera de Escocia | 2:0 (1:0) | Bandera de España  | España  |
| 8 de septiembre de 2023  | Tiflis     | 5       | Georgia | Bandera de Georgia | 1:7 (0:4) | Bandera de España  | España  |
| 12 de septiembre de 2023 | Granada    | 6       | España  | Bandera de España  | 6:0 (2:0) | Bandera de Chipre  | Chipre  |
| 12 de octubre de 2023    | Sevilla    | 7       | España  | Bandera de España  | 2:0 (0:0) | Bandera de Escocia | Escocia |
| 15 de octubre de 2023    | Oslo       | 8       | Noruega | Bandera de Noruega | 0:1 (0:0) | Bandera de España  | España  |
| 16 de noviembre de 2023  | Limasol    | 9       | Chipre  | Bandera de Chipre  | 1:3 (0:3) | Bandera de España  | España  |
| 19 de noviembre de 2023  | Valladolid | 10      | España  | Bandera de España  | 3:1 (1:0) | Bandera de Georgia | Georgia |

#### España vs. Noruega
| 25 de marzo de 2023 | España                       | 3:0 (1:0) | Noruega | Estadio La Rosaleda, Málaga                                                   |                                                                               |
| 20:45 (UTC+1)       | - Olmo 13' - Joselu 84', 85' | Reporte   |         | Asistencia: 29 214 espectadores Árbitro(s): Benoît Bastien VAR: Benoît Millot | Asistencia: 29 214 espectadores Árbitro(s): Benoît Bastien VAR: Benoît Millot |

| Uniformes | Uniformes |
| --------- | --------- |
|           |           |

#### Escocia vs. España
| 28 de marzo de 2023 | Escocia           | 2:0 (1:0) | España | Hampden Park, Glasgow                                                      |                                                                            |
| 19:45 (UTC+1)       | McTominay 7', 51' | Reporte   |        | Asistencia: 47 976 espectadores Árbitro(s): Sandro Schärer VAR: Fedayi San | Asistencia: 47 976 espectadores Árbitro(s): Sandro Schärer VAR: Fedayi San |

| Uniformes | Uniformes |
| --------- | --------- |
|           |           |

#### Georgia vs. España
| 8 de septiembre de 2023 | Georgia         | 1:7 (0:4) | España                                                                               | Dinamo Arena, Tiflis                                                        |                                                                             |
| 20:00 (UTC+4)           | Chakvetadze 49' | Reporte   | - Morata 22', 40', 65' - Kverkvelia 28' (a.g.) - Olmo 38' - Williams 68' - Yamal 74' | Asistencia: 51 694 espectadores Árbitro(s): Daniel Siebert VAR: Marco Fritz | Asistencia: 51 694 espectadores Árbitro(s): Daniel Siebert VAR: Marco Fritz |

| Uniformes | Uniformes |
| --------- | --------- |
|           |           |

#### España vs. Chipre
| 12 de septiembre de 2023 | España                                                             | 6:0 (2:0) | Chipre | Nuevo Los Cármenes, Granada                                                    |                                                                                |
| 20:45 (UTC+2)            | - Gavi 18' - Merino 30' - Joselu 70' - Torres 73', 83' - Baena 77' | Reporte   |        | Asistencia: 17 311 espectadores Árbitro(s): Simone Sozza VAR: Maurizio Mariani | Asistencia: 17 311 espectadores Árbitro(s): Simone Sozza VAR: Maurizio Mariani |

| Uniformes | Uniformes |
| --------- | --------- |
|           |           |

#### Noruega vs. España
| 15 de octubre de 2023 | Noruega | 0:1 (0:0) | España   | Ullevaal Stadion, Oslo                                                          |                                                                                 |
| 20:45 (UTC+2)         |         | Reporte   | Gavi 49' | Asistencia: 25 885 espectadores Árbitro(s): Tobias Stieler VAR: Bastian Dankert | Asistencia: 25 885 espectadores Árbitro(s): Tobias Stieler VAR: Bastian Dankert |

| Uniformes | Uniformes |
| --------- | --------- |
|           |           |

#### Chipre vs. España
| 16 de noviembre de 2023 | Chipre     | 1:3 (0:3) | España                                  | Alphamega Stadium, Limassol                                                   |                                                                               |
| 19:00 (UTC+2)           | Pileas 75' | Reporte   | - Yamal 5' - Oyarzabal 22' - Joselu 28' | Asistencia: 9667 espectadores Árbitro(s): Mykola Balakin VAR: Kateryna Monzul | Asistencia: 9667 espectadores Árbitro(s): Mykola Balakin VAR: Kateryna Monzul |

| Uniformes | Uniformes |
| --------- | --------- |
|           |           |

#### España vs. Georgia
| 19 de noviembre de 2023 | España                                                | 3:1 (1:1) | Georgia           | Estadio José Zorrilla, Valladolid                                            |                                                                              |
| 20:45 (UTC+1)           | - Le Normand 4' - Torres 55' - Lochoshvili 72' (a.g.) | Reporte   | Kvaratskhelia 10' | Asistencia: 24 146 espectadores Árbitro(s): Ovidiu Hațegan VAR: Cătălin Popa | Asistencia: 24 146 espectadores Árbitro(s): Ovidiu Hațegan VAR: Cătălin Popa |

| Uniformes | Uniformes |
| --------- | --------- |
|           |           |

## Preparación
La preparación de cara al torneo consistió en cuatro partidos amistosos. La concentración para el torneo se inició el 1 de junio en la Ciudad del Fútbol de Las Rozas, para partir el 9 de junio hacia la sede de la selección durante el torneo en la ciudad alemana de Donaueschingen.

### Amistosos de preparación
| Fecha               | Ciudad  | Competición |        |                   | Resultado |                              |                   |
| ------------------- | ------- | ----------- | ------ | ----------------- | --------- | ---------------------------- | ----------------- |
| 22 de marzo de 2024 | Londres | Amistoso    | España | Bandera de España | 0:1 (0:0) | Bandera de Colombia          | Colombia          |
| 26 de marzo de 2024 | Madrid  | Amistoso    | España | Bandera de España | 3:3 (2:1) | Bandera de Brasil            | Brasil            |
| 5 de junio de 2024  | Badajoz | Amistoso    | España | Bandera de España | 5:0 (1:0) | Bandera de Andorra           | Andorra           |
| 8 de junio de 2024  | Palma   | Amistoso    | España | Bandera de España | 5:1 (4:1) | Bandera de Irlanda del Norte | Irlanda del Norte |

### Amistosos previos
| 22 de marzo de 2024 | España | 0:1 (0:0) | Colombia    | London Stadium, Londres                                    |                                                            |
| 20:30 (UTC+0)       |        | Reporte   | - Muñoz 61' | Asistencia: 44 000 espectadores Árbitro(s): Michael Oliver | Asistencia: 44 000 espectadores Árbitro(s): Michael Oliver |

| Uniformes | Uniformes |
| --------- | --------- |
|           |           |

| 26 de marzo de 2024 | España                                    | 3:3 (2:1) | Brasil                                                   | Estadio Santiago Bernabéu, Madrid                         |                                                           |
| 21:30 (UTC+1)       | - Rodri 12' (pen.), 87' (pen.) - Olmo 36' | Reporte   | - Rodrygo 40' - Endrick 50' - Lucas Paquetá 90+6' (pen.) | Asistencia: 65 000 espectadores Árbitro(s): António Nobre | Asistencia: 65 000 espectadores Árbitro(s): António Nobre |

| Uniformes | Uniformes |
| --------- | --------- |
|           |           |

| 5 de junio de 2024 | España                                             | 5:0 (1:0) | Andorra | Estadio Nuevo Vivero, Badajoz                               |                                                             |
| 21:30 (UTC+2)      | - Pérez 24' - Oyarzabal 53', 66', 73' - Torres 81' | Reporte   |         | Asistencia: 14 300 espectadores Árbitro(s): Gustavo Correia | Asistencia: 14 300 espectadores Árbitro(s): Gustavo Correia |

| Uniformes | Uniformes |
| --------- | --------- |
|           |           |

| 8 de junio de 2024 | España                                                     | 5:1 (4:1) | Irlanda del Norte | Estadio de Son Moix, Palma                                  |                                                             |
| 21:30 (UTC+2)      | - Pedri 12', 29' - Morara 18' - Fabián 35' - Oyarzabal 60' | Reporte   | - Ballard 2'      | Asistencia: 19 200 espectadores Árbitro(s): Bastien Dechepy | Asistencia: 19 200 espectadores Árbitro(s): Bastien Dechepy |

| Uniformes | Uniformes |
| --------- | --------- |
|           |           |

## Torneo
Tras el sorteo celebrado en Hamburgo el 23 de marzo de 2024 España quedó integrada en un Grupo B en el que también estarán Croacia, Italia y Albania.

### Convocatoria
El 27 de mayo de 2024 De la Fuente dio una lista de 29 jugadores, de los cuales descartó a Marcos Llorente (Atlético de Madrid), Pau Cubarsí (F. C. Barcelona) y Aleix García (Girona F. C.) el 7 de julio, para dejarlo en los 26 jugadores permitidos por la UEFA.
Datos correspondientes a la situación previa al inicio del torneo.
| #     | Nombre             | Posición             | Edad | Part. | Club                |
| ----- | ------------------ | -------------------- | ---- | ----- | ------------------- |
| 1     | David Raya         | Portero              | 28   | 5     | Arsenal F. C.       |
| 2     | Dani Carvajal      | Lateral derecho      | 32   | 44    | Real Madrid         |
| 3     | Robin Le Normand   | Defensa central      | 27   | 11    | Real Sociedad       |
| 4     | Nacho Fernández    | Defensa central      | 34   | 25    | Real Madrid         |
| 5     | Dani Vivian        | Defensa central      | 24   | 2     | Athletic Club       |
| 6     | Mikel Merino       | Mediocentro          | 27   | 21    | Real Sociedad       |
| 7     | Álvaro Morata      | Delantero centro     | 31   | 73    | Atlético de Madrid  |
| 8     | Fabián Ruiz        | Mediocentro          | 28   | 23    | Paris Saint-Germain |
| 9     | Joselu             | Delantero centro     | 34   | 11    | Real Madrid         |
| 10    | Dani Olmo          | Mediocentro ofensivo | 26   | 33    | R. B. Leipzig       |
| 11    | Ferran Torres      | Extremo izquierdo    | 24   | 41    | F. C. Barcelona     |
| 12    | Alejandro Grimaldo | Lateral izquierdo    | 28   | 4     | Bayer 04 Leverkusen |
| 13    | Álex Remiro        | Portero              | 29   | 1     | Real Sociedad       |
| 14    | Aymeric Laporte    | Defensa central      | 30   | 29    | Al-Nassr            |
| 15    | Álex Baena         | Mediocentro ofensivo | 22   | 3     | Villarreal C. F.    |
| 16    | Rodri              | Pivote               | 27   | 50    | Manchester City     |
| 17    | Nico Williams      | Extremo izquierdo    | 21   | 14    | Athletic Club       |
| 18    | Martín Zubimendi   | Pivote               | 25   | 6     | Real Sociedad       |
| 19    | Lamine Yamal       | Extremo derecho      | 16   | 7     | F. C. Barcelona     |
| 20    | Pedri              | Mediocentro          | 21   | 20    | F. C. Barcelona     |
| 21    | Mikel Oyarzabal    | Delantero centro     | 27   | 30    | Real Sociedad       |
| 22    | Jesús Navas        | Lateral derecho      | 38   | 53    | Sevilla F. C.       |
| 23    | Unai Simón         | Portero              | 26   | 40    | Athletic Club       |
| 24    | Marc Cucurella     | Lateral izquierdo    | 25   | 4     | Chelsea F. C.       |
| 25    | Fermín López       | Mediocentro          | 21   | 1     | F. C. Barcelona     |
| 26    | Ayoze Pérez        | Extremo izquierdo    | 30   | 1     | Real Betis          |
| D. T. | Luis de la Fuente  |                      |      |       |                     |

### Partidos
| Fecha       | Ciudad        | Instancia        |         |                    | Resultado             |                       |            |
| ----------- | ------------- | ---------------- | ------- | ------------------ | --------------------- | --------------------- | ---------- |
| 15 de junio | Berlín        | Fase de grupos   | España  | Bandera de España  | 3:0 (3:0)             | Bandera de Croacia    | Croacia    |
| 20 de junio | Gelsenkirchen | Fase de grupos   | España  | Bandera de España  | 1:0 (0:0)             | Bandera de Italia     | Italia     |
| 24 de junio | Düsseldorf    | Fase de grupos   | Albania | Bandera de Albania | 0:1 (0:1)             | Bandera de España     | España     |
| 29 de junio | Colonia       | Octavos de final | España  | Bandera de España  | 4:1 (1:1)             | Bandera de Georgia    | Georgia    |
| 5 de julio  | Stuttgart     | Cuartos de final | España  | Bandera de España  | 2:1 (1:1, 0:0) (t.s.) | Bandera de Alemania   | Alemania   |
| 9 de julio  | Múnich        | Semifinales      | España  | Bandera de España  | 2:1 (2:1)             | Bandera de Francia    | Francia    |
| 14 de julio | Berlín        | Final            | España  | Bandera de España  | 2:1 (0:0)             | Bandera de Inglaterra | Inglaterra |

### Primera fase
| Equipo  | Pts | PJ | PG | PE | PP | GF | GC | Dif |
| ------- | --- | -- | -- | -- | -- | -- | -- | --- |
| España  | 9   | 3  | 3  | 0  | 0  | 5  | 0  | +5  |
| Italia  | 4   | 3  | 1  | 1  | 1  | 3  | 3  | 0   |
| Croacia | 2   | 3  | 0  | 2  | 1  | 3  | 6  | –3  |
| Albania | 1   | 3  | 0  | 1  | 2  | 3  | 5  | –2  |

#### España vs. Croacia
| 15 de junio de 2024              | España                                   | 3:0 (3:0) | Croacia | Estadio Olímpico, Berlín                                                       |                                                                                |
| 18:00                            | Morata 29' · Fabián 32' · Carvajal 45+2' | Reporte   |         | Asistencia: 68 840 espectadores Árbitro(s): Michael Oliver VAR: Stuart Attwell | Asistencia: 68 840 espectadores Árbitro(s): Michael Oliver VAR: Stuart Attwell |
| Jugador del partido: Fabián Ruiz |                                          |           |         |                                                                                |                                                                                |

| 23         | Guardameta     | Unai Simón        |     |
| 2          | Defensa        | Dani Carvajal     |     |
| 3          | Defensa        | Robin Le Normand  |     |
| 4          | Defensa        | Nacho             |     |
| 24         | Defensa        | Marc Cucurella    |     |
| 20         | Centrocampista | Pedri             | 59' |
| 16         | Centrocampista | Rodri             | 86' |
| 8          | Centrocampista | Fabián            |     |
| 19         | Delantero      | Lamine Yamal      | 86' |
| 7          | Delantero      | Álvaro Morata     | 67' |
| 17         | Delantero      | Nico Williams     | 67' |
| Entrenador | Entrenador     | Luis de la Fuente |     |

| 1          | Guardameta     | Dominik Livaković |     |
| 2          | Defensa        | Josip Stanišić    |     |
| 6          | Defensa        | Josip Šutalo      |     |
| 3          | Defensa        | Marin Pongračić   |     |
| 4          | Defensa        | Joško Gvardiol    |     |
| 10         | Centrocampista | Luka Modrić       | 65' |
| 11         | Centrocampista | Marcelo Brozović  |     |
| 8          | Centrocampista | Mateo Kovačić     | 65' |
| 7          | Delantero      | Lovro Majer       |     |
| 16         | Delantero      | Ante Budimir      | 56' |
| 9          | Delantero      | Andrej Kramarić   | 72' |
| Entrenador | Entrenador     | Zlatko Dalić      |     |

| 10 | Delantero      | Dani Olmo        | 59' |
| 6  | Centrocampista | Mikel Merino     | 67' |
| 21 | Delantero      | Mikel Oyarzabal  | 67' |
| 18 | Centrocampista | Martín Zubimendi | 86' |
| 11 | Delantero      | Ferran Torres    | 86' |

| 14 | Delantero      | Ivan Perišić   | 56' |
| 15 | Centrocampista | Mario Pašalić  | 65' |
| 25 | Centrocampista | Luka Sučić     | 65' |
| 17 | Delantero      | Bruno Petković | 72' |

| Anotado | 29'   | Álvaro Morata    | 1:0 |
| Anotado | 32'   | Fabián Ruiz Peña | 2:0 |
| Anotado | 45+2' | Dani Carvajal    | 3:0 |

| Amonestado | 78' | Rodri |

| Árbitro                                            | Anthony Taylor |
| Árbitros asistentes                                | Stuart Burt    |
| Árbitros asistentes                                | Dan Cook       |
| Cuarto árbitro                                     | Anthony Taylor |
| Quinto árbitro                                     | Gary Beswick   |
| Árbitro asistente de video                         | Stuart Attwell |
| Árbitros asistentes del árbitro asistente de video | David Coote    |
| Árbitros asistentes del árbitro asistente de video | Pol van Boekel |

| 23         | Guardameta     | Unai Simón        |     |
| 2          | Defensa        | Dani Carvajal     |     |
| 3          | Defensa        | Robin Le Normand  |     |
| 4          | Defensa        | Nacho             |     |
| 24         | Defensa        | Marc Cucurella    |     |
| 20         | Centrocampista | Pedri             | 59' |
| 16         | Centrocampista | Rodri             | 86' |
| 8          | Centrocampista | Fabián            |     |
| 19         | Delantero      | Lamine Yamal      | 86' |
| 7          | Delantero      | Álvaro Morata     | 67' |
| 17         | Delantero      | Nico Williams     | 67' |
| Entrenador | Entrenador     | Luis de la Fuente |     |

| 1          | Guardameta     | Dominik Livaković |     |
| 2          | Defensa        | Josip Stanišić    |     |
| 6          | Defensa        | Josip Šutalo      |     |
| 3          | Defensa        | Marin Pongračić   |     |
| 4          | Defensa        | Joško Gvardiol    |     |
| 10         | Centrocampista | Luka Modrić       | 65' |
| 11         | Centrocampista | Marcelo Brozović  |     |
| 8          | Centrocampista | Mateo Kovačić     | 65' |
| 7          | Delantero      | Lovro Majer       |     |
| 16         | Delantero      | Ante Budimir      | 56' |
| 9          | Delantero      | Andrej Kramarić   | 72' |
| Entrenador | Entrenador     | Zlatko Dalić      |     |

| 10 | Delantero      | Dani Olmo        | 59' |
| 6  | Centrocampista | Mikel Merino     | 67' |
| 21 | Delantero      | Mikel Oyarzabal  | 67' |
| 18 | Centrocampista | Martín Zubimendi | 86' |
| 11 | Delantero      | Ferran Torres    | 86' |

| 14 | Delantero      | Ivan Perišić   | 56' |
| 15 | Centrocampista | Mario Pašalić  | 65' |
| 25 | Centrocampista | Luka Sučić     | 65' |
| 17 | Delantero      | Bruno Petković | 72' |

| Anotado | 29'   | Álvaro Morata    | 1:0 |
| Anotado | 32'   | Fabián Ruiz Peña | 2:0 |
| Anotado | 45+2' | Dani Carvajal    | 3:0 |

| Amonestado | 78' | Rodri |

| Árbitro                                            | Anthony Taylor |
| Árbitros asistentes                                | Stuart Burt    |
| Árbitros asistentes                                | Dan Cook       |
| Cuarto árbitro                                     | Anthony Taylor |
| Quinto árbitro                                     | Gary Beswick   |
| Árbitro asistente de video                         | Stuart Attwell |
| Árbitros asistentes del árbitro asistente de video | David Coote    |
| Árbitros asistentes del árbitro asistente de video | Pol van Boekel |

| Estadísticas      | Bandera de España | Bandera de Croacia |
| Tiros             | 11                | 16                 |
| Tiros a puerta    | 5                 | 5                  |
| Faltas            | 14                | 13                 |
| Saques de esquina | 5                 | 0                  |
| Penaltis          | 0                 | 1                  |
| Fueras de juego   | 2                 | 0                  |
| Posesión de balón | 46%               | 54%                |

#### España vs. Italia
| 20 de junio de 2024                | España               | 1:0 (0:0) | Italia | Arena AufSchalke, Gelsenkirchen                                                |                                                                                |
| 21:00                              | Calafiori 55' (a.g.) | Reporte   |        | Asistencia: 49 500 espectadores Árbitro(s): Slavko Vinčić VAR: Nejc Kajtazovic | Asistencia: 49 500 espectadores Árbitro(s): Slavko Vinčić VAR: Nejc Kajtazovic |
| Jugador del partido: Nico Williams |                      |           |        |                                                                                |                                                                                |

| 23         | Guardameta     | Unai Simón        |       |
| 2          | Defensa        | Dani Carvajal     |       |
| 3          | Defensa        | Robin Le Normand  |       |
| 14         | Defensa        | Aymeric Laporte   |       |
| 24         | Defensa        | Marc Cucurella    |       |
| 20         | Centrocampista | Pedri             | 71'   |
| 16         | Centrocampista | Rodri             |       |
| 8          | Centrocampista | Fabián            | 90+4' |
| 19         | Delantero      | Lamine Yamal      | 71'   |
| 7          | Delantero      | Álvaro Morata     | 78'   |
| 17         | Delantero      | Nico Williams     | 78'   |
| Entrenador | Entrenador     | Luis de la Fuente |       |

| 1          | Guardameta     | Gianluigi Donnarumma |     |
| 2          | Defensa        | Giovanni Di Lorenzo  |     |
| 23         | Defensa        | Alessandro Bastoni   |     |
| 5          | Defensa        | Riccardo Calafiori   |     |
| 3          | Defensa        | Federico Dimarco     |     |
| 18         | Centrocampista | Nicolò Barella       |     |
| 8          | Centrocampista | Jorginho             | 46' |
| 7          | Centrocampista | Davide Frattesi      | 46' |
| 10         | Centrocampista | Lorenzo Pellegrini   | 82' |
| 14         | Centrocampista | Federico Chiesa      | 64' |
| 9          | Delantero      | Gianluca Scamacca    | 64' |
| Entrenador | Entrenador     | Luciano Spalletti    |     |

| 15 | Centrocampista | Álex Baena      | 71'   |
| 11 | Delantero      | Ferran Torres   | 71'   |
| 21 | Delantero      | Mikel Oyarzabal | 78'   |
| 26 | Delantero      | Ayoze Pérez     | 78'   |
| 6  | Centrocampista | Mikel Merino    | 90+4' |

| 24 | Defensa        | Andrea Cambiaso   | 46' |
| 16 | Centrocampista | Bryan Cristante   | 46' |
| 19 | Delantero      | Mateo Retegui     | 64' |
| 20 | Delantero      | Mattia Zaccagni   | 64' |
| 11 | Delantero      | Giacomo Raspadori | 82' |

| Anotado · Autogol | 55' | Riccardo Calafiori | 1:0 |

| Amonestado | 45+2' | Rodri            |
| Amonestado | 69'   | Robin Le Normand |
| Amonestado | 90+5' | Dani Carvajal    |

| Amonestado | 15' | Gianluigi Donnarumma |
| Amonestado | 46' | Bryan Cristante      |

| Árbitro                                            | Slavko Vinčić      |
| Árbitros asistentes                                | Tomaž Klančnik     |
| Árbitros asistentes                                | Andraž Kovačič     |
| Cuarto árbitro                                     | Clément Turpin     |
| Quinto árbitro                                     | Nicolas Danos      |
| Árbitro asistente de video                         | Nejc Kajtazovic    |
| Árbitros asistentes del árbitro asistente de video | Bartosz Frankowski |
| Árbitros asistentes del árbitro asistente de video | Tomasz Kwiatkowski |

| 23         | Guardameta     | Unai Simón        |       |
| 2          | Defensa        | Dani Carvajal     |       |
| 3          | Defensa        | Robin Le Normand  |       |
| 14         | Defensa        | Aymeric Laporte   |       |
| 24         | Defensa        | Marc Cucurella    |       |
| 20         | Centrocampista | Pedri             | 71'   |
| 16         | Centrocampista | Rodri             |       |
| 8          | Centrocampista | Fabián            | 90+4' |
| 19         | Delantero      | Lamine Yamal      | 71'   |
| 7          | Delantero      | Álvaro Morata     | 78'   |
| 17         | Delantero      | Nico Williams     | 78'   |
| Entrenador | Entrenador     | Luis de la Fuente |       |

| 1          | Guardameta     | Gianluigi Donnarumma |     |
| 2          | Defensa        | Giovanni Di Lorenzo  |     |
| 23         | Defensa        | Alessandro Bastoni   |     |
| 5          | Defensa        | Riccardo Calafiori   |     |
| 3          | Defensa        | Federico Dimarco     |     |
| 18         | Centrocampista | Nicolò Barella       |     |
| 8          | Centrocampista | Jorginho             | 46' |
| 7          | Centrocampista | Davide Frattesi      | 46' |
| 10         | Centrocampista | Lorenzo Pellegrini   | 82' |
| 14         | Centrocampista | Federico Chiesa      | 64' |
| 9          | Delantero      | Gianluca Scamacca    | 64' |
| Entrenador | Entrenador     | Luciano Spalletti    |     |

| 15 | Centrocampista | Álex Baena      | 71'   |
| 11 | Delantero      | Ferran Torres   | 71'   |
| 21 | Delantero      | Mikel Oyarzabal | 78'   |
| 26 | Delantero      | Ayoze Pérez     | 78'   |
| 6  | Centrocampista | Mikel Merino    | 90+4' |

| 24 | Defensa        | Andrea Cambiaso   | 46' |
| 16 | Centrocampista | Bryan Cristante   | 46' |
| 19 | Delantero      | Mateo Retegui     | 64' |
| 20 | Delantero      | Mattia Zaccagni   | 64' |
| 11 | Delantero      | Giacomo Raspadori | 82' |

| Anotado · Autogol | 55' | Riccardo Calafiori | 1:0 |

| Amonestado | 45+2' | Rodri            |
| Amonestado | 69'   | Robin Le Normand |
| Amonestado | 90+5' | Dani Carvajal    |

| Amonestado | 15' | Gianluigi Donnarumma |
| Amonestado | 46' | Bryan Cristante      |

| Árbitro                                            | Slavko Vinčić      |
| Árbitros asistentes                                | Tomaž Klančnik     |
| Árbitros asistentes                                | Andraž Kovačič     |
| Cuarto árbitro                                     | Clément Turpin     |
| Quinto árbitro                                     | Nicolas Danos      |
| Árbitro asistente de video                         | Nejc Kajtazovic    |
| Árbitros asistentes del árbitro asistente de video | Bartosz Frankowski |
| Árbitros asistentes del árbitro asistente de video | Tomasz Kwiatkowski |

| Estadísticas      | Bandera de España | Bandera de Italia |
| Tiros             | 20                | 4                 |
| Tiros a puerta    | 8                 | 1                 |
| Faltas            | 17                | 14                |
| Saques de esquina | 5                 | 2                 |
| Penaltis          | 0                 | 0                 |
| Fueras de juego   | 0                 | 0                 |
| Posesión de balón | 57%               | 43%               |

#### Albania vs. España
| 24 de junio de 2024                | Albania | 0:1 (0:1) | España            | Düsseldorf Arena, Düsseldorf                                                    |                                                                                 |
| 21:00                              |         | Reporte   | 13' Ferrán Torres | Asistencia: 40 586 espectadores Árbitro(s): Glenn Nyberg VAR: Christian Dingert | Asistencia: 40 586 espectadores Árbitro(s): Glenn Nyberg VAR: Christian Dingert |
| Jugador del partido: Ferrán Torres |         |           |                   |                                                                                 |                                                                                 |

| 23         | Guardameta     | Thomas Strakosha |     |
| 2          | Defensa        | Ivan Balliu      |     |
| 6          | Defensa        | Berat Djimsiti   |     |
| 5          | Defensa        | Arlind Ajeti     |     |
| 3          | Defensa        | Mario Mitaj      |     |
| 20         | Centrocampista | Ylber Ramadani   |     |
| 21         | Centrocampista | Kristjan Asllani |     |
| 9          | Centrocampista | Jasir Asani      | 82' |
| 14         | Centrocampista | Qazim Laçi       | 71' |
| 10         | Centrocampista | Nedim Bajrami    | 71' |
| 7          | Delantero      | Rey Manaj        | 60' |
| Entrenador | Entrenador     | Sylvinho         |     |

| 1          | Guardameta     | David Raya         |     |
| 22         | Defensa        | Jesús Navas        |     |
| 5          | Defensa        | Daniel Vivian      |     |
| 14         | Defensa        | Aymeric Laporte    | 46' |
| 12         | Defensa        | Alejandro Grimaldo |     |
| 18         | Centrocampista | Martín Zubimendi   |     |
| 6          | Centrocampista | Mikel Merino       |     |
| 11         | Centrocampista | Ferran Torres      | 71' |
| 10         | Centrocampista | Dani Olmo          | 84' |
| 21         | Centrocampista | Mikel Oyarzabal    | 62' |
| 9          | Delantero      | Joselu             | 71' |
| Entrenador | Entrenador     | Luis de la Fuente  |     |

| 11 | Delantero      | Armando Broja | 60' |
| 16 | Centrocampista | Medon Berisha | 71' |
| 26 | Delantero      | Arbër Hoxha   | 71' |
| 17 | Centrocampista | Ernest Muçi   | 82' |

| 3  | Defensa        | Robin Le Normand | 46' |
| 25 | Centrocampista | Fermín López     | 62' |
| 7  | Delantero      | Álvaro Morata    | 71' |
| 19 | Delantero      | Lamine Yamal     | 71' |
| 15 | Centrocampista | Álex Baena       | 84' |

| Anotado | 13' | Ferrán Torres | 0:1 |

| Amonestado | 52' | Ervin Bulku   |
| Amonestado | 66' | Nedim Bajrami |
| Amonestado | 89' | Medon Berisha |

| Amonestado | 90' | Daniel Vivian |

| Árbitro                                            | lenn Nyberg        |
| Árbitros asistentes                                | Mahmood Beigi      |
| Árbitros asistentes                                | Andreas Söderkvist |
| Cuarto árbitro                                     | Mykola Balakin     |
| Quinto árbitro                                     | Oleksandr Berkut   |
| Árbitro asistente de video                         | Christian Dingert  |
| Árbitros asistentes del árbitro asistente de video | David Coote        |
| Árbitros asistentes del árbitro asistente de video | Marco Fritz        |

| 23         | Guardameta     | Thomas Strakosha |     |
| 2          | Defensa        | Ivan Balliu      |     |
| 6          | Defensa        | Berat Djimsiti   |     |
| 5          | Defensa        | Arlind Ajeti     |     |
| 3          | Defensa        | Mario Mitaj      |     |
| 20         | Centrocampista | Ylber Ramadani   |     |
| 21         | Centrocampista | Kristjan Asllani |     |
| 9          | Centrocampista | Jasir Asani      | 82' |
| 14         | Centrocampista | Qazim Laçi       | 71' |
| 10         | Centrocampista | Nedim Bajrami    | 71' |
| 7          | Delantero      | Rey Manaj        | 60' |
| Entrenador | Entrenador     | Sylvinho         |     |

| 1          | Guardameta     | David Raya         |     |
| 22         | Defensa        | Jesús Navas        |     |
| 5          | Defensa        | Daniel Vivian      |     |
| 14         | Defensa        | Aymeric Laporte    | 46' |
| 12         | Defensa        | Alejandro Grimaldo |     |
| 18         | Centrocampista | Martín Zubimendi   |     |
| 6          | Centrocampista | Mikel Merino       |     |
| 11         | Centrocampista | Ferran Torres      | 71' |
| 10         | Centrocampista | Dani Olmo          | 84' |
| 21         | Centrocampista | Mikel Oyarzabal    | 62' |
| 9          | Delantero      | Joselu             | 71' |
| Entrenador | Entrenador     | Luis de la Fuente  |     |

| 11 | Delantero      | Armando Broja | 60' |
| 16 | Centrocampista | Medon Berisha | 71' |
| 26 | Delantero      | Arbër Hoxha   | 71' |
| 17 | Centrocampista | Ernest Muçi   | 82' |

| 3  | Defensa        | Robin Le Normand | 46' |
| 25 | Centrocampista | Fermín López     | 62' |
| 7  | Delantero      | Álvaro Morata    | 71' |
| 19 | Delantero      | Lamine Yamal     | 71' |
| 15 | Centrocampista | Álex Baena       | 84' |

| Anotado | 13' | Ferrán Torres | 0:1 |

| Amonestado | 52' | Ervin Bulku   |
| Amonestado | 66' | Nedim Bajrami |
| Amonestado | 89' | Medon Berisha |

| Amonestado | 90' | Daniel Vivian |

| Árbitro                                            | lenn Nyberg        |
| Árbitros asistentes                                | Mahmood Beigi      |
| Árbitros asistentes                                | Andreas Söderkvist |
| Cuarto árbitro                                     | Mykola Balakin     |
| Quinto árbitro                                     | Oleksandr Berkut   |
| Árbitro asistente de video                         | Christian Dingert  |
| Árbitros asistentes del árbitro asistente de video | David Coote        |
| Árbitros asistentes del árbitro asistente de video | Marco Fritz        |

| Estadísticas      | Bandera de Albania | Bandera de España |
| Tiros             | 10                 | 17                |
| Tiros a puerta    | 4                  | 3                 |
| Faltas            | 6                  | 15                |
| Saques de esquina | 2                  | 6                 |
| Penaltis          | 0                  | 0                 |
| Fueras de juego   | 1                  | 2                 |
| Posesión de balón | 41%                | 59%               |

### Octavos de final
| 30 de junio de 2024        | España                                                     | 4:1 (1:1) | Georgia               | Cologne Stadium, Colonia                                                         |                                                                                  |
| 21:00                      | Rodri 39' · Fabián 51' · Nico Williams 75' · Dani Olmo 83' | Reporte   | 18' (a.g.) Le Normand | Asistencia: 42 233 espectadores Árbitro(s): François Letexier VAR: Willy Delajod | Asistencia: 42 233 espectadores Árbitro(s): François Letexier VAR: Willy Delajod |
| Jugador del partido: Rodri |                                                            |           |                       |                                                                                  |                                                                                  |

| 23         | Guardameta     | Unai Simón        |     |
| 2          | Defensa        | Dani Carvajal     | 81' |
| 3          | Defensa        | Robin Le Normand  |     |
| 14         | Defensa        | Aymeric Laporte   |     |
| 24         | Defensa        | Marc Cucurella    | 66' |
| 20         | Centrocampista | Pedri             | 52' |
| 16         | Centrocampista | Rodri             |     |
| 8          | Centrocampista | Fabián            | 81' |
| 19         | Delantero      | Lamine Yamal      |     |
| 7          | Delantero      | Álvaro Morata     | 67' |
| 17         | Delantero      | Nico Williams     |     |
| Entrenador | Entrenador     | Luis de la Fuente |     |

| 25         | Guardameta     | Giorgi Mamardashvili  |     |
| 2          | Defensa        | Otar Kakabadze        |     |
| 15         | Defensa        | Giorgi Gvelesiani     | 79' |
| 4          | Defensa        | Guram Kashia          |     |
| 3          | Defensa        | Lasha Dvali           |     |
| 14         | Defensa        | Luka Lochoshvili      | 63' |
| 10         | Centrocampista | Giorgi Chakvetadze    | 63' |
| 17         | Centrocampista | Otar Kiteishvili      | 41' |
| 6          | Centrocampista | Giorgi Kochorashvili  |     |
| 22         | Delantero      | Georges Mikautadze    | 79' |
| 7          | Delantero      | Khvicha Kvaratskhelia |     |
| Entrenador | Entrenador     | Willy Sagnol          |     |

| 10 | Delantero      | Dani Olmo          | 52' |
| 12 | Defensa        | Alejandro Grimaldo | 66' |
| 21 | Centrocampista | Mikel Oyarzabal    | 67' |
| 22 | Defensa        | Jesús Navas        | 81' |
| 6  | Centrocampista | Mikel Merino       | 81' |

| 18 | Centrocampista | Sandro Altunashvili | 41' |
| 21 | Delantero      | Giorgi Tsitaishvili | 63' |
| 9  | Centrocampista | Zuriko Davitashvili | 63' |
| 16 | Centrocampista | Nika Kvekveskiri    | 79' |
| 8  | Delantero      | Budu Zivzivadze     | 79' |

| Anotado | 39' | Rodri Hernández  | 1:1 |
| Anotado | 51' | Fabián Ruiz Peña | 2:1 |
| Anotado | 75' | Nico Williams    | 3:1 |
| Anotado | 83' | Dani Olmo        | 4:1 |

| Anotado · Autogol | 18' | Robin Le Normand | 0:1 |

| Amonestado | 44' | Álvaro Morata |

| Amonestado | 71' | Zuriko Davitashvili |

| Árbitro                                            | François Letexier |
| Árbitros asistentes                                | Cyril Mugnier     |
| Árbitros asistentes                                | Mehdi Rahmouni    |
| Cuarto árbitro                                     | Serdar Gözübüyük  |
| Quinto árbitro                                     | Johan Balder      |
| Árbitro asistente de video                         | Jérôme Brisard    |
| Árbitros asistentes del árbitro asistente de video | Willy Delajod     |
| Árbitros asistentes del árbitro asistente de video | Paolo Valeri      |

| 23         | Guardameta     | Unai Simón        |     |
| 2          | Defensa        | Dani Carvajal     | 81' |
| 3          | Defensa        | Robin Le Normand  |     |
| 14         | Defensa        | Aymeric Laporte   |     |
| 24         | Defensa        | Marc Cucurella    | 66' |
| 20         | Centrocampista | Pedri             | 52' |
| 16         | Centrocampista | Rodri             |     |
| 8          | Centrocampista | Fabián            | 81' |
| 19         | Delantero      | Lamine Yamal      |     |
| 7          | Delantero      | Álvaro Morata     | 67' |
| 17         | Delantero      | Nico Williams     |     |
| Entrenador | Entrenador     | Luis de la Fuente |     |

| 25         | Guardameta     | Giorgi Mamardashvili  |     |
| 2          | Defensa        | Otar Kakabadze        |     |
| 15         | Defensa        | Giorgi Gvelesiani     | 79' |
| 4          | Defensa        | Guram Kashia          |     |
| 3          | Defensa        | Lasha Dvali           |     |
| 14         | Defensa        | Luka Lochoshvili      | 63' |
| 10         | Centrocampista | Giorgi Chakvetadze    | 63' |
| 17         | Centrocampista | Otar Kiteishvili      | 41' |
| 6          | Centrocampista | Giorgi Kochorashvili  |     |
| 22         | Delantero      | Georges Mikautadze    | 79' |
| 7          | Delantero      | Khvicha Kvaratskhelia |     |
| Entrenador | Entrenador     | Willy Sagnol          |     |

| 10 | Delantero      | Dani Olmo          | 52' |
| 12 | Defensa        | Alejandro Grimaldo | 66' |
| 21 | Centrocampista | Mikel Oyarzabal    | 67' |
| 22 | Defensa        | Jesús Navas        | 81' |
| 6  | Centrocampista | Mikel Merino       | 81' |

| 18 | Centrocampista | Sandro Altunashvili | 41' |
| 21 | Delantero      | Giorgi Tsitaishvili | 63' |
| 9  | Centrocampista | Zuriko Davitashvili | 63' |
| 16 | Centrocampista | Nika Kvekveskiri    | 79' |
| 8  | Delantero      | Budu Zivzivadze     | 79' |

| Anotado | 39' | Rodri Hernández  | 1:1 |
| Anotado | 51' | Fabián Ruiz Peña | 2:1 |
| Anotado | 75' | Nico Williams    | 3:1 |
| Anotado | 83' | Dani Olmo        | 4:1 |

| Anotado · Autogol | 18' | Robin Le Normand | 0:1 |

| Amonestado | 44' | Álvaro Morata |

| Amonestado | 71' | Zuriko Davitashvili |

| Árbitro                                            | François Letexier |
| Árbitros asistentes                                | Cyril Mugnier     |
| Árbitros asistentes                                | Mehdi Rahmouni    |
| Cuarto árbitro                                     | Serdar Gözübüyük  |
| Quinto árbitro                                     | Johan Balder      |
| Árbitro asistente de video                         | Jérôme Brisard    |
| Árbitros asistentes del árbitro asistente de video | Willy Delajod     |
| Árbitros asistentes del árbitro asistente de video | Paolo Valeri      |

| Estadísticas      | Bandera de España | Bandera de Georgia |
| Tiros             | 36                | 4                  |
| Tiros a puerta    | 13                | 0                  |
| Faltas            | 11                | 5                  |
| Saques de esquina | 13                | 3                  |
| Penaltis          | 0                 | 0                  |
| Fueras de juego   | 3                 | 0                  |
| Posesión de balón | 72%               | 28%                |

### Cuartos de final
| 5 de julio de 2024             | España                                                       | 2:1 (1:1, 0:0) (t. s.) | Alemania          | Stuttgart Arena, Stuttgart                                                     |                                                                                |
| 18:00                          | Dani Olmo 51' · Mikel Merino 119' · Dani Carvajal 100', 120' | Reporte                | 89' Florian Wirtz | Asistencia: 54 000 espectadores Árbitro(s): Anthony Taylor VAR: Stuart Attwell | Asistencia: 54 000 espectadores Árbitro(s): Anthony Taylor VAR: Stuart Attwell |
| Jugador del partido: Dani Olmo |                                                              |                        |                   |                                                                                |                                                                                |

| 23         | Guardameta     | Unai Simón        |      |
| 2          | Defensa        | Dani Carvajal     |      |
| 3          | Defensa        | Robin Le Normand  | 46'  |
| 14         | Defensa        | Aymeric Laporte   |      |
| 24         | Defensa        | Marc Cucurella    |      |
| 16         | Centrocampista | Rodri Hernández   |      |
| 8          | Centrocampista | Fabián            | 102' |
| 19         | Centrocampista | Lamine Yamal      | 63'  |
| 20         | Centrocampista | Pedri             | 8'   |
| 17         | Centrocampista | Nico Williams     | 80'  |
| 7          | Delantero      | Álvaro Morata     | 80'  |
| Entrenador | Entrenador     | Luis de la Fuente |      |

| 1          | Guardameta     | Manuel Neuer      |     |
| 6          | Defensa        | Joshua Kimmich    |     |
| 2          | Defensa        | Antonio Rüdiger   |     |
| 4          | Defensa        | Jonathan Tah      | 80' |
| 3          | Defensa        | David Raum        | 57' |
| 25         | Centrocampista | Emre Can          | 46' |
| 8          | Centrocampista | Toni Kroos        |     |
| 10         | Centrocampista | Jamal Musiala     |     |
| 21         | Centrocampista | İlkay Gündoğan    | 57' |
| 19         | Centrocampista | Leroy Sané        | 46' |
| 7          | Delantero      | Kai Havertz       | 91' |
| Entrenador | Entrenador     | Julian Nagelsmann |     |

| 10 | Centrocampista | Dani Olmo       | 8'   |
| 4  | Delantero      | Nacho           | 46'  |
| 11 | Delantero      | Ferran Torres   | 63'  |
| 6  | Centrocampista | Mikel Merino    | 80'  |
| 21 | Centrocampista | Mikel Oyarzabal | 80'  |
| 9  | Delantero      | Joselu          | 102' |

| 23 | Centrocampista | Robert Andrich         | 46' |
| 17 | Centrocampista | Florian Wirtz          | 46' |
| 18 | Defensa        | Maximilian Mittelstädt | 57' |
| 9  | Delantero      | Niclas Füllkrug        | 57' |
| 13 | Centrocampista | Thomas Müller          | 80' |
| 16 | Defensa        | Waldemar Anton         | 91' |

| Anotado | 51'  | Dani Olmo    | 1:0 |
| Anotado | 119' | Mikel Merino | 2:1 |

| Anotado | 89' | Florian Wirtz | 1:1 |

| Amonestado | 29'  | Robin Le Normand |
| Amonestado | 74'  | Ferran Torres    |
| Amonestado | 82'  | Unai Simón       |
| Amonestado | 100' | Dani Carvajal    |
| Amonestado | 110' | Rodri Hernández  |
| Amonestado | 120' | Fabián Ruiz      |

| Amonestado | 13'  | Antonio Rüdiger        |
| Amonestado | 28'  | David Raum             |
| Amonestado | 56'  | Robert Andrich         |
| Amonestado | 67'  | Toni Kroos             |
| Amonestado | 73'  | Maximilian Mittelstädt |
| Amonestado | 89'  | Nico Schlotterbeck     |
| Amonestado | 94'  | Florian Wirtz          |
| Amonestado | 113' | Deniz Undav            |

| Otorgado · Expulsado | 120+5' | Dani Carvajal |

| Árbitro                                            | Anthony Taylor      |
| Árbitros asistentes                                | Gary Beswick        |
| Árbitros asistentes                                | Adam Nunn           |
| Cuarto árbitro                                     | Ivan Kružliak       |
| Quinto árbitro                                     | Jan Pozor           |
| Árbitro asistente de video                         | Stuart Attwell      |
| Árbitros asistentes del árbitro asistente de video | Bartosz Frankowski  |
| Árbitros asistentes del árbitro asistente de video | Massimiliano Irrati |

| 23         | Guardameta     | Unai Simón        |      |
| 2          | Defensa        | Dani Carvajal     |      |
| 3          | Defensa        | Robin Le Normand  | 46'  |
| 14         | Defensa        | Aymeric Laporte   |      |
| 24         | Defensa        | Marc Cucurella    |      |
| 16         | Centrocampista | Rodri Hernández   |      |
| 8          | Centrocampista | Fabián            | 102' |
| 19         | Centrocampista | Lamine Yamal      | 63'  |
| 20         | Centrocampista | Pedri             | 8'   |
| 17         | Centrocampista | Nico Williams     | 80'  |
| 7          | Delantero      | Álvaro Morata     | 80'  |
| Entrenador | Entrenador     | Luis de la Fuente |      |

| 1          | Guardameta     | Manuel Neuer      |     |
| 6          | Defensa        | Joshua Kimmich    |     |
| 2          | Defensa        | Antonio Rüdiger   |     |
| 4          | Defensa        | Jonathan Tah      | 80' |
| 3          | Defensa        | David Raum        | 57' |
| 25         | Centrocampista | Emre Can          | 46' |
| 8          | Centrocampista | Toni Kroos        |     |
| 10         | Centrocampista | Jamal Musiala     |     |
| 21         | Centrocampista | İlkay Gündoğan    | 57' |
| 19         | Centrocampista | Leroy Sané        | 46' |
| 7          | Delantero      | Kai Havertz       | 91' |
| Entrenador | Entrenador     | Julian Nagelsmann |     |

| 10 | Centrocampista | Dani Olmo       | 8'   |
| 4  | Delantero      | Nacho           | 46'  |
| 11 | Delantero      | Ferran Torres   | 63'  |
| 6  | Centrocampista | Mikel Merino    | 80'  |
| 21 | Centrocampista | Mikel Oyarzabal | 80'  |
| 9  | Delantero      | Joselu          | 102' |

| 23 | Centrocampista | Robert Andrich         | 46' |
| 17 | Centrocampista | Florian Wirtz          | 46' |
| 18 | Defensa        | Maximilian Mittelstädt | 57' |
| 9  | Delantero      | Niclas Füllkrug        | 57' |
| 13 | Centrocampista | Thomas Müller          | 80' |
| 16 | Defensa        | Waldemar Anton         | 91' |

| Anotado | 51'  | Dani Olmo    | 1:0 |
| Anotado | 119' | Mikel Merino | 2:1 |

| Anotado | 89' | Florian Wirtz | 1:1 |

| Amonestado | 29'  | Robin Le Normand |
| Amonestado | 74'  | Ferran Torres    |
| Amonestado | 82'  | Unai Simón       |
| Amonestado | 100' | Dani Carvajal    |
| Amonestado | 110' | Rodri Hernández  |
| Amonestado | 120' | Fabián Ruiz      |

| Amonestado | 13'  | Antonio Rüdiger        |
| Amonestado | 28'  | David Raum             |
| Amonestado | 56'  | Robert Andrich         |
| Amonestado | 67'  | Toni Kroos             |
| Amonestado | 73'  | Maximilian Mittelstädt |
| Amonestado | 89'  | Nico Schlotterbeck     |
| Amonestado | 94'  | Florian Wirtz          |
| Amonestado | 113' | Deniz Undav            |

| Otorgado · Expulsado | 120+5' | Dani Carvajal |

| Árbitro                                            | Anthony Taylor      |
| Árbitros asistentes                                | Gary Beswick        |
| Árbitros asistentes                                | Adam Nunn           |
| Cuarto árbitro                                     | Ivan Kružliak       |
| Quinto árbitro                                     | Jan Pozor           |
| Árbitro asistente de video                         | Stuart Attwell      |
| Árbitros asistentes del árbitro asistente de video | Bartosz Frankowski  |
| Árbitros asistentes del árbitro asistente de video | Massimiliano Irrati |

| Estadísticas      | Bandera de España | Bandera de Alemania |
| Tiros             | 18                | 23                  |
| Tiros a puerta    | 6                 | 5                   |
| Faltas            | 17                | 22                  |
| Saques de esquina | 1                 | 5                   |
| Penaltis          | 0                 | 0                   |
| Fueras de juego   | 3                 | 2                   |
| Posesión de balón | 48%               | 52%                 |

### Semifinales
| 9 de julio de 2024                | España                           | 2:1 (2:1) | Francia       | Fußball Arena München, Múnich                                                  |                                                                                |
| 21:00                             | Lamine Yamal 21' · Dani Olmo 25' | Reporte   | 8' Kolo Muani | Asistencia: 70 091 espectadores Árbitro(s): Slavko Vinčić VAR: Nejc Kajtazovic | Asistencia: 70 091 espectadores Árbitro(s): Slavko Vinčić VAR: Nejc Kajtazovic |
| Jugador del partido: Lamine Yamal |                                  |           |               |                                                                                |                                                                                |

| 23         | Guardameta     | Unai Simón        |       |
| 22         | Defensa        | Jesús Navas       | 58'   |
| 4          | Defensa        | Nacho             |       |
| 14         | Defensa        | Aymeric Laporte   |       |
| 24         | Defensa        | Marc Cucurella    |       |
| 16         | Centrocampista | Rodri Hernández   |       |
| 8          | Centrocampista | Fabián            |       |
| 19         | Centrocampista | Lamine Yamal      | 90+4' |
| 10         | Centrocampista | Dani Olmo         | 76'   |
| 17         | Centrocampista | Nico Williams     | 90+3' |
| 7          | Delantero      | Álvaro Morata     | 76'   |
| Entrenador | Entrenador     | Luis de la Fuente |       |

| 16         | Guardameta     | Mike Maignan        |     |
| 5          | Defensa        | Jules Koundé        |     |
| 4          | Defensa        | Dayot Upamecano     |     |
| 17         | Defensa        | William Saliba      |     |
| 22         | Defensa        | Theo Hernández      |     |
| 13         | Centrocampista | N'Golo Kanté        | 62' |
| 8          | Centrocampista | Aurélien Tchouaméni |     |
| 14         | Centrocampista | Adrien Rabiot       | 62' |
| 11         | Delantero      | Ousmane Dembélé     | 79' |
| 12         | Delantero      | Randal Kolo Muani   | 62' |
| 10         | Delantero      | Kylian Mbappé       |     |
| Entrenador | Entrenador     | Didier Deschamps    |     |

| 5  | Defensa        | Dani Vivian      | 58'   |
| 21 | Delantero      | Mikel Oyarzabal  | 76'   |
| 6  | Centrocampista | Mikel Merino     | 76'   |
| 18 | Centrocampista | Martín Zubimendi | 90+3' |
| 11 | Delantero      | Ferran Torres    | 90+4' |

| 6  | Centrocampista | Eduardo Camavinga | 62' |
| 7  | Delantero      | Antoine Griezmann | 62' |
| 25 | Delantero      | Bradley Barcola   | 62' |
| 9  | Delantero      | Olivier Giroud    | 79' |

| Anotado | 21' | Lamine Yamal | 1:1 |
| Anotado | 25' | Dani Olmo    | 2:1 |

| Anotado | 8' | Randal Kolo Muani | 0:1 |

| Amonestado | 14'   | Jesús Navas  |
| Amonestado | 90+1' | Lamine Yamal |

| Amonestado | 60' | Aurélien Tchouaméni |
| Amonestado | 89' | Eduardo Camavinga   |

| Árbitro                                            | Slavko Vinčić       |
| Árbitros asistentes                                | Tomaž Klančnik      |
| Árbitros asistentes                                | Andraž Kovačič      |
| Cuarto árbitro                                     | Ivan Kružliak       |
| Árbitro asistente de video                         | Nejc Kajtazovic     |
| Árbitros asistentes del árbitro asistente de video | Paolo Valeri        |
| Árbitros asistentes del árbitro asistente de video | Massimiliano Irrati |

| 23         | Guardameta     | Unai Simón        |       |
| 22         | Defensa        | Jesús Navas       | 58'   |
| 4          | Defensa        | Nacho             |       |
| 14         | Defensa        | Aymeric Laporte   |       |
| 24         | Defensa        | Marc Cucurella    |       |
| 16         | Centrocampista | Rodri Hernández   |       |
| 8          | Centrocampista | Fabián            |       |
| 19         | Centrocampista | Lamine Yamal      | 90+4' |
| 10         | Centrocampista | Dani Olmo         | 76'   |
| 17         | Centrocampista | Nico Williams     | 90+3' |
| 7          | Delantero      | Álvaro Morata     | 76'   |
| Entrenador | Entrenador     | Luis de la Fuente |       |

| 16         | Guardameta     | Mike Maignan        |     |
| 5          | Defensa        | Jules Koundé        |     |
| 4          | Defensa        | Dayot Upamecano     |     |
| 17         | Defensa        | William Saliba      |     |
| 22         | Defensa        | Theo Hernández      |     |
| 13         | Centrocampista | N'Golo Kanté        | 62' |
| 8          | Centrocampista | Aurélien Tchouaméni |     |
| 14         | Centrocampista | Adrien Rabiot       | 62' |
| 11         | Delantero      | Ousmane Dembélé     | 79' |
| 12         | Delantero      | Randal Kolo Muani   | 62' |
| 10         | Delantero      | Kylian Mbappé       |     |
| Entrenador | Entrenador     | Didier Deschamps    |     |

| 5  | Defensa        | Dani Vivian      | 58'   |
| 21 | Delantero      | Mikel Oyarzabal  | 76'   |
| 6  | Centrocampista | Mikel Merino     | 76'   |
| 18 | Centrocampista | Martín Zubimendi | 90+3' |
| 11 | Delantero      | Ferran Torres    | 90+4' |

| 6  | Centrocampista | Eduardo Camavinga | 62' |
| 7  | Delantero      | Antoine Griezmann | 62' |
| 25 | Delantero      | Bradley Barcola   | 62' |
| 9  | Delantero      | Olivier Giroud    | 79' |

| Anotado | 21' | Lamine Yamal | 1:1 |
| Anotado | 25' | Dani Olmo    | 2:1 |

| Anotado | 8' | Randal Kolo Muani | 0:1 |

| Amonestado | 14'   | Jesús Navas  |
| Amonestado | 90+1' | Lamine Yamal |

| Amonestado | 60' | Aurélien Tchouaméni |
| Amonestado | 89' | Eduardo Camavinga   |

| Árbitro                                            | Slavko Vinčić       |
| Árbitros asistentes                                | Tomaž Klančnik      |
| Árbitros asistentes                                | Andraž Kovačič      |
| Cuarto árbitro                                     | Ivan Kružliak       |
| Árbitro asistente de video                         | Nejc Kajtazovic     |
| Árbitros asistentes del árbitro asistente de video | Paolo Valeri        |
| Árbitros asistentes del árbitro asistente de video | Massimiliano Irrati |

| Estadísticas      | Bandera de España | Bandera de Francia |
| Tiros             | 6                 | 9                  |
| Tiros a puerta    | 2                 | 3                  |
| Faltas            | 9                 | 14                 |
| Saques de esquina | 4                 | 6                  |
| Penaltis          | 0                 | 0                  |
| Fueras de juego   | 0                 | 0                  |
| Posesión de balón | 58%               | 42%                |

### Final
| 14 de julio de 2024                | España                                  | 2:1 (0:0) | Inglaterra      | Olímpico, Berlín                                  |                                                   |
| 21:00                              | Nico Williams 47' · Mikel Oyarzabal 86' | Reporte   | 73' Cole Palmer | Árbitro(s): François Letexier VAR: Jérôme Brisard | Árbitro(s): François Letexier VAR: Jérôme Brisard |
| Jugador del partido: Nico Williams |                                         |           |                 |                                                   |                                                   |

| 23    | POR   | Unai Simón        |     |
| 2     | DEF   | Dani Carvajal     |     |
| 3     | DEF   | Robin Le Normand  | 83' |
| 14    | DEF   | Aymeric Laporte   |     |
| 24    | DEF   | Marc Cucurella    |     |
| 16    | MED   | Rodri             | 46' |
| 8     | MED   | Fabián Ruiz       |     |
| 19    | MED   | Lamine Yamal      | 89' |
| 10    | MED   | Dani Olmo         |     |
| 17    | MED   | Nico Williams     |     |
| 7     | DEL   | Álvaro Morata     | 68' |
| D. T. | D. T. | Luis de la Fuente |     |

| 1     | POR   | Jordan Pickford  |     |
| 2     | DEF   | Kyle Walker      |     |
| 5     | DEF   | John Stones      |     |
| 3     | DEF   | Luke Shaw        |     |
| 26    | MED   | Kobbie Mainoo    | 70' |
| 6     | MED   | Marc Guéhi       |     |
| 4     | MED   | Declan Rice      |     |
| 7     | MED   | Bukayo Saka      |     |
| 11    | DEL   | Phil Foden       | 89' |
| 9     | DEL   | Harry Kane       | 61' |
| 10    | DEL   | Jude Bellingham  |     |
| D. T. | D. T. | Gareth Southgate |     |

| 18 | MED | Martín Zubimendi | 46' |
| 21 | DEL | Mikel Oyarzabal  | 68' |
| 4  | DEF | Nacho            | 83' |
| 6  | MED | Mikel Merino     | 89' |

| 19 | DEL | Ollie Watkins | 61' |
| 24 | DEL | Cole Palmer   | 70' |
| 17 | DEL | Ivan Toney    | 89' |

| 47' · 86' | Nico Williams Mikel Oyarzabal | 1:0 2:1 |

| 73' | Cole Palmer | 1:1 |

| 31' | Dani Olmo |

| 25' · 53' · 90+1' | Harry Kane John Stones Ollie Watkins |

| Principal  | François Letexier  |
| Asistentes | Cyril Mugnier      |
|            | Mehdi Rahmouni     |
| Cuarto     | Szymon Marciniak   |
| Quinto     | Tomasz Listkiewicz |

| VAR            | Jérôme Brisard      |
| Asistentes VAR | Willy Delajod       |
|                | Massimiliano Irrati |

|                    |     |     |
| Tiros              | 15  | 9   |
| Tiros a puerta     | 5   | 3   |
| Faltas             | 11  | 5   |
| Saques de esquina  | 10  | 2   |
| Penaltis           | 0   | 0   |
| Fueras de juego    | 1   | 0   |
| Posesión del balón | 63% | 37% |

| Alineación inicial |

| 23    | POR   | Unai Simón        |     |
| 2     | DEF   | Dani Carvajal     |     |
| 3     | DEF   | Robin Le Normand  | 83' |
| 14    | DEF   | Aymeric Laporte   |     |
| 24    | DEF   | Marc Cucurella    |     |
| 16    | MED   | Rodri             | 46' |
| 8     | MED   | Fabián Ruiz       |     |
| 19    | MED   | Lamine Yamal      | 89' |
| 10    | MED   | Dani Olmo         |     |
| 17    | MED   | Nico Williams     |     |
| 7     | DEL   | Álvaro Morata     | 68' |
| D. T. | D. T. | Luis de la Fuente |     |

| 1     | POR   | Jordan Pickford  |     |
| 2     | DEF   | Kyle Walker      |     |
| 5     | DEF   | John Stones      |     |
| 3     | DEF   | Luke Shaw        |     |
| 26    | MED   | Kobbie Mainoo    | 70' |
| 6     | MED   | Marc Guéhi       |     |
| 4     | MED   | Declan Rice      |     |
| 7     | MED   | Bukayo Saka      |     |
| 11    | DEL   | Phil Foden       | 89' |
| 9     | DEL   | Harry Kane       | 61' |
| 10    | DEL   | Jude Bellingham  |     |
| D. T. | D. T. | Gareth Southgate |     |

| 18 | MED | Martín Zubimendi | 46' |
| 21 | DEL | Mikel Oyarzabal  | 68' |
| 4  | DEF | Nacho            | 83' |
| 6  | MED | Mikel Merino     | 89' |

| 19 | DEL | Ollie Watkins | 61' |
| 24 | DEL | Cole Palmer   | 70' |
| 17 | DEL | Ivan Toney    | 89' |

| 47' · 86' | Nico Williams Mikel Oyarzabal | 1:0 2:1 |

| 73' | Cole Palmer | 1:1 |

| 31' | Dani Olmo |

| 25' · 53' · 90+1' | Harry Kane John Stones Ollie Watkins |

| Principal  | François Letexier  |
| Asistentes | Cyril Mugnier      |
|            | Mehdi Rahmouni     |
| Cuarto     | Szymon Marciniak   |
| Quinto     | Tomasz Listkiewicz |

| VAR            | Jérôme Brisard      |
| Asistentes VAR | Willy Delajod       |
|                | Massimiliano Irrati |

|                    |     |     |
| Tiros              | 15  | 9   |
| Tiros a puerta     | 5   | 3   |
| Faltas             | 11  | 5   |
| Saques de esquina  | 10  | 2   |
| Penaltis           | 0   | 0   |
| Fueras de juego    | 1   | 0   |
| Posesión del balón | 63% | 37% |

| Alineación inicial |

| 23    | POR   | Unai Simón        |     |
| 2     | DEF   | Dani Carvajal     |     |
| 3     | DEF   | Robin Le Normand  | 83' |
| 14    | DEF   | Aymeric Laporte   |     |
| 24    | DEF   | Marc Cucurella    |     |
| 16    | MED   | Rodri             | 46' |
| 8     | MED   | Fabián Ruiz       |     |
| 19    | MED   | Lamine Yamal      | 89' |
| 10    | MED   | Dani Olmo         |     |
| 17    | MED   | Nico Williams     |     |
| 7     | DEL   | Álvaro Morata     | 68' |
| D. T. | D. T. | Luis de la Fuente |     |

| 1     | POR   | Jordan Pickford  |     |
| 2     | DEF   | Kyle Walker      |     |
| 5     | DEF   | John Stones      |     |
| 3     | DEF   | Luke Shaw        |     |
| 26    | MED   | Kobbie Mainoo    | 70' |
| 6     | MED   | Marc Guéhi       |     |
| 4     | MED   | Declan Rice      |     |
| 7     | MED   | Bukayo Saka      |     |
| 11    | DEL   | Phil Foden       | 89' |
| 9     | DEL   | Harry Kane       | 61' |
| 10    | DEL   | Jude Bellingham  |     |
| D. T. | D. T. | Gareth Southgate |     |

| 18 | MED | Martín Zubimendi | 46' |
| 21 | DEL | Mikel Oyarzabal  | 68' |
| 4  | DEF | Nacho            | 83' |
| 6  | MED | Mikel Merino     | 89' |

| 19 | DEL | Ollie Watkins | 61' |
| 24 | DEL | Cole Palmer   | 70' |
| 17 | DEL | Ivan Toney    | 89' |

| 47' · 86' | Nico Williams Mikel Oyarzabal | 1:0 2:1 |

| 73' | Cole Palmer | 1:1 |

| 31' | Dani Olmo |

| 25' · 53' · 90+1' | Harry Kane John Stones Ollie Watkins |

| Principal  | François Letexier  |
| Asistentes | Cyril Mugnier      |
|            | Mehdi Rahmouni     |
| Cuarto     | Szymon Marciniak   |
| Quinto     | Tomasz Listkiewicz |

| VAR            | Jérôme Brisard      |
| Asistentes VAR | Willy Delajod       |
|                | Massimiliano Irrati |

|                    |     |     |
| Tiros              | 15  | 9   |
| Tiros a puerta     | 5   | 3   |
| Faltas             | 11  | 5   |
| Saques de esquina  | 10  | 2   |
| Penaltis           | 0   | 0   |
| Fueras de juego    | 1   | 0   |
| Posesión del balón | 63% | 37% |

| Alineación inicial |

| 23    | POR   | Unai Simón        |     |
| 2     | DEF   | Dani Carvajal     |     |
| 3     | DEF   | Robin Le Normand  | 83' |
| 14    | DEF   | Aymeric Laporte   |     |
| 24    | DEF   | Marc Cucurella    |     |
| 16    | MED   | Rodri             | 46' |
| 8     | MED   | Fabián Ruiz       |     |
| 19    | MED   | Lamine Yamal      | 89' |
| 10    | MED   | Dani Olmo         |     |
| 17    | MED   | Nico Williams     |     |
| 7     | DEL   | Álvaro Morata     | 68' |
| D. T. | D. T. | Luis de la Fuente |     |

| 1     | POR   | Jordan Pickford  |     |
| 2     | DEF   | Kyle Walker      |     |
| 5     | DEF   | John Stones      |     |
| 3     | DEF   | Luke Shaw        |     |
| 26    | MED   | Kobbie Mainoo    | 70' |
| 6     | MED   | Marc Guéhi       |     |
| 4     | MED   | Declan Rice      |     |
| 7     | MED   | Bukayo Saka      |     |
| 11    | DEL   | Phil Foden       | 89' |
| 9     | DEL   | Harry Kane       | 61' |
| 10    | DEL   | Jude Bellingham  |     |
| D. T. | D. T. | Gareth Southgate |     |

| 18 | MED | Martín Zubimendi | 46' |
| 21 | DEL | Mikel Oyarzabal  | 68' |
| 4  | DEF | Nacho            | 83' |
| 6  | MED | Mikel Merino     | 89' |

| 19 | DEL | Ollie Watkins | 61' |
| 24 | DEL | Cole Palmer   | 70' |
| 17 | DEL | Ivan Toney    | 89' |

| 47' · 86' | Nico Williams Mikel Oyarzabal | 1:0 2:1 |

| 73' | Cole Palmer | 1:1 |

| 31' | Dani Olmo |

| 25' · 53' · 90+1' | Harry Kane John Stones Ollie Watkins |

| Principal  | François Letexier  |
| Asistentes | Cyril Mugnier      |
|            | Mehdi Rahmouni     |
| Cuarto     | Szymon Marciniak   |
| Quinto     | Tomasz Listkiewicz |

| VAR            | Jérôme Brisard      |
| Asistentes VAR | Willy Delajod       |
|                | Massimiliano Irrati |

|                    |     |     |
| Tiros              | 15  | 9   |
| Tiros a puerta     | 5   | 3   |
| Faltas             | 11  | 5   |
| Saques de esquina  | 10  | 2   |
| Penaltis           | 0   | 0   |
| Fueras de juego    | 1   | 0   |
| Posesión del balón | 63% | 37% |

| Alineación inicial |

### Distinciones individuales
- Mejor jugador del torneo: Rodri Hernández[4]
- Máximo goleador (compartido): Dani Olmo (3 goles)[4]
- Mejor jugador joven: Lamine Yamal[4]
- Once ideal de la Eurocopa: Marc Cucurella, Rodri, Dani Olmo, Fabián Ruiz, Lamine Yamal y Nico Williams.[5]

## Resultado
|                           |
| Bandera de España         |
| Campeón España 4.° título |